# París-Tours 1980
La París-Tours 1980 (también llamada Gran premio de Otoño) fue la 74.ª edición de la clásica París-Tours. Se disputó el 28 de septiembre de 1981 y el vencedor final fue el belga Daniel Willems del equipo IJsboerke.

## Clasificación general[1]
|    | Ciclista         | Equipo                     | Tiempo    |
| -- | ---------------- | -------------------------- | --------- |
| 1  | Daniel Willems   | IJsboerke                  | 5h 47'06" |
| 2  | Alain Vigneron   | Les Amis du Tour de France | a 17"     |
| 3  | Eddy Vanhaerens  | Boule d'Or-Colnago         | m.t.      |
| 4  | Fons De Wolf     | Boule d'Or-Colnago         | m.t.      |
| 5  | Etienne De Wilde | Splendor-Admiral           | m.t.      |
| 6  | Jacques Bossis   | Peugeot-Esso-Michelin      | m.t.      |
| 7  | Hubert Mathis    | Miko-Mercier               | m.t.      |
| 8  | Yvan Lamote      | Eurobouw-Cambio Rino       | m.t.      |
| 9  | Jos Jacobs       | IJsboerke                  | m.t.      |
| 10 | Phil Anderson    | Peugeot-Esso-Michelin      | a 43"     |